# Intibucá (tỉnh)
Intibucá là một tỉnh của Honduras, giáp biên giới với các tỉnh Cabañas và San Miguel của El Salvador. 
Tỉnh lỵ là Thị xã của La Esperanza.
Tỉnh Intibucá có diện tích 3.072 km², dân số năm 2005 ước khoảng 202.140 người.
Intibucá được thành lập năm 1883, trước đây thuộc tỉnh La Paz và Gracias. 
Theo điều tra dân số năm 1895, tỉnh có dân số 18.957 người.

## Các đô thị
1. Camasca
2. Colomoncagua
3. Concepción
4. Dolores
5. Intibucá
6. Jesús de Otoro
7. La Esperanza
8. Magdalena
9. Masaguara
10. San Antonio
11. San Francisco de Opalaca
12. San Isidro
13. San Juan
14. San Marco de Sierra
15. San Miguelito
16. Santa Lucía
17. Yamaranguila